# 705
Cette page concerne l'année 705  du calendrier julien. Pour l'année 705 av. J.-C., voir 705 av. J.-C.
L'année 705 est une année commune qui commence un jeudi.

## Événements
- 20 - 22 février : complot contre l'impératrice de Chine Wu Zetian qui doit abdiquer en faveur de son fils Zhongzong puis meurt peu après à 81 ans[1].
- 1er mars : Début du pontificat de Jean VII (fin en 707)[2].
- 21 août[3] : déposition de Tibère III par Justinien II qui s'est introduit à Constantinople avec l'aide du bulgare Tervel. Début du second règne de Justinien II Rhinotmète, empereur byzantin (fin en 711). Il déclenche une cruelle répression et reprend le versement du tribut aux Bulgares. Tervel est le premier prince étranger à recevoir le titre honorifique de César (Tsar).
- Octobre : début du règne de al-Walid Ier calife de Damas (fin en 715)[4].
  - À partir d’al-Walid Ier, les souverains omeyyades quittent Damas pour habiter des « châteaux du désert », en fait de belles résidences entourées d’oasis remontant à l’époque romaine ou byzantine (Mchatta, Qasr al Haïr l’Oriental, Qasr al Haïr l’Occidental, Qousayr Amra, Khirbat al Mafjar…).

- Le gouverneur arabe Mûsa ibn Nusayr achève la conquête du Maghreb jusqu’à l’Atlantique (705-709)[5].
- Raid musulman de pillage en Sicile byzantine[6].
- Le gouverneur arabe du Khorassan Qutayba intervient au Tokharestan (Bactriane), puis au Khwarezm et en Sogdiane[7].
- Début de la construction de la grande mosquée de Damas à l’emplacement de la cathédrale Saint Jean-Baptiste, elle-même construite sur un temple antique dédié à Jupiter (fin en 715)[8].
- Aldhelm (650-709) évêque de Sherborne[9]. Sa lettre à Arcicius (Alfried) est un véritable traité de prosodie latine .

## Décès en 705
- Octobre : Abd al-Malik, calife omeyyade[4].
- 16 décembre : Wu Zetian (Wou Tso-Tien), impératrice chinoise usurpatrice.